# Catageiomyia reali
Catageiomyia reali is een muggensoort uit de familie van de steekmuggen (Culicidae). De wetenschappelijke naam van de soort is voor het eerst geldig gepubliceerd in 1959 door Hamon & Adam.